# Grewia pyriformis
Grewia pyriformis là một loài thực vật có hoa trong họ Cẩm quỳ. Loài này được Elmer mô tả khoa học đầu tiên năm 1915.